# Casino River City
El Casino River City (en inglés: River City Casino) era un complejo de doble barco casino (Grand Palais y Crescent City Queen) en Nueva Orleans, Luisiana, Estados Unidos ubicado a una cuadra río arriba del Centro de convenciones de Nueva Orleans Morial. Fue una idea original de Christopher Hemmeter (que operaba el barco Grand Palais) en una empresa conjunta 50/50 con capital Gaming International ( que mantenía en funcionamiento la embarcación fluvial Crescent City Queen). 
Las barcas y sus licencias fueron finalmente vendidas y transferidas a otras empresas. Isla de Capri en Lake Charles adquirió el Grand Palais (con licencia) en 1996, la compañía matriz de la Isla, Casino América pagó $ 55 millones por el bote Grand Palais en enero de 1996.